# Labyrinth (banda)
Labyrinth es una banda de power metal formada en 1991 en Massa, Italia. La banda sufrió un cambio en estilo y temas después de la salida de Olaf Thorsen en 2002.

## Historia

### 1990s
Labyrinth fue formada en 1991 con Franco Rubulotta (Frank Andiver-Batería), Luca Contini (Ken Taylor-Teclados), Andrea Bartoletti (bajo), Andrea Cantarelli (Anders Rain-Primera Guitarra), Carlo Andrea Magnani (Olaf Thorsen-Primera Guitarra), Fabio Tordiglione (Joe Terry-voz).
La banda lanzó su primer demo "Midnight Resistance" que es ahora un artículo popular entre los fanes. El demo obtuvo entusiastas revisiones en las principales revistas de metal en Italia y Alemania y les dio la oportunidad de firmar con Underground Symphony, una nueva discográfica independiente. Andrea Bartoletti dejó la banda y Chris Breeze (Cristiano Bertocchi) se unió a ella. Fue el año de "Piece of Time", su primer EP, que marcó la dirección que la banda estaba tomando: puro speed metal melódico con teclados de fondo. Fue el primer paso hacia el lanzamiento de un LP completo.
En 1995, fue lanzado "No Limits" y el interés en la banda creció entre fanes del metal y las discográficas independientes. La popularidad de la banda aumentó no solo en Italia y en Europa, sino también a firmas de otros lados, por ejemplo, aTeichiku Records en Japón, los cuales ofrecieron distribuir el álbum. La banda estuvo en el top diez charts por casi seis meses en la revista de metal "Burrn!". Joe Terry (Fabio Tordiglione), decide dejar la banda y luego se convierte en el vocalista de Rhapsody of Fire.

## Discografía
- Midnight Resistance (EP) (1994)
- Piece of Time (EP) (1995)
- No Limits (1996)
- Return to Heaven Denied (1998)
- Timeless Crime (EP) (1999)
- Sons of Thunder (2000)
- Labyrinth (2003)
- Metal For The Masses Volume II (Disc 2)[1] (2003)
- Freeman (2005)
- 6 Days to Nowhere (2007)
- Return To Heaven Denied Pt.II - A Midnight Autum’s Dream (2010)
- Architecture of a God (2017)
- Welcome to the Absurd Circus (2021)
- In the Vanishing Echoes of Goodbye (2025)

## Formación

### Miembros actuales
- Roberto Tiranti (Rob Tyrant) - Voz y Bajo (1997-presente)
- Andrea Cantarelli (Anders Rain) - Guitarra (1991-presente)
- Mattia Stancioiu (Mat Stancioiu) - Batería (1997-presente)
- Andrea De Paoli (Andrew McPauls) - Teclados (1997-presente)
- Carlo Andrea Magnani (Olaf Thorsen) - Guitarra (1991-2002) - (2009 - presente)

### Miembros antiguos
- Fabio Tordiglione (Fabio Lione) - Primera Voz (1991-1996)
- Andrea Bartoletti - Bajo (1991-1994)
- Carlo Andrea Magnani (Olaf Thorsen) - Guitarra (1991-2002)
- Cristiano Bertocchi(Chris Breeze) - Bajo (1995-2006)
- Franco Rubulotta (Frank Andiver) - Batería (1991-1996)
- Luca Contini (Ken Taylor) - Teclados(1991-1996)
- Morby - Voz (1998-1999)
- Pier Gonella - Guitarra (2003-2009)